# Villers-Bretonneux
Villers-Bretonneux é uma comuna francesa na região administrativa de Altos da França, no departamento de Somme. Estende-se por uma área de 14,51 km². Em 2010 a comuna tinha 4 536 habitantes (densidade: 312,6 hab./km²).